# Keuningswijk
Keuningswijk is een buurtschap in de gemeente Westerkwartier in de Nederlandse provincie Groningen, gelegen tussen de dorpen De Wilp, Jonkersvaart, Zevenhuizen en Bakkeveen. Administratief valt de buurtschap onder het dorp De Wilp. Aan de Keuningsweg ligt een pingo(ruïne), het Ronde meer.